# Gabrielle Giffords
Gabrielle Dee (Gabby) Giffords (Tucson, 8 juni 1970) is een Amerikaans politica van de Democratische Partij. Ze was van 3 januari 2007 tot 23 januari 2012 afgevaardigde voor Arizona's 8e district.

## Persoonlijk
Giffords werd geboren in Tucson (Arizona) als dochter van een christelijke moeder, Gloria Kay (geboren Fraser), en een joodse vader, Spencer J. Giffords. Haar vader is een neef van regisseur Bruce Paltrow, die op zijn beurt de vader van actrice Gwyneth Paltrow is. Haar grootvader langs vaders kant, Akiba Hornstein, had zijn naam in Gif Giffords veranderd toen hij naar de Verenigde Staten migreerde. Zelf koos Gabrielle Giffords in 2001 voor het Reformjodendom.
Giffords liep haar middelbare school in Tucson en studeerde Sociologie en Latijns-Amerikaanse geschiedenis in Californië en Regionale Ontwikkeling aan Cornell University. Ze specialiseerde zich in de relatie tussen Mexico en de Verenigde Staten.
Ze is sinds 2007 getrouwd met senator en voormalig NASA-ruimtevaarder Mark Kelly.

## Loopbaan
Aanvankelijk begon Giffords met een loopbaan in het bedrijfsleven. Ze werkte als associate voor regionale economische ontwikkeling bij Price Waterhouse in New York. In 1996 werd ze bestuursvoorzitter van El Campo Tire Warehouses, een lokale automobielketen opgericht door haar grootvader. Deze onderneming werd in 2000 aan Goodyear verkocht. Giffords beklaagde zich destijds over moeilijkheden die lokale ondernemingen hadden om te concurreren met grote, nationale bedrijven.
In 2001 werd Giffords gekozen in het Huis van Afgevaardigden van Arizona. In de herfst van 2002 werd ze, als jongste vrouw ooit, gekozen tot lid van de Senaat van Arizona. In januari 2003 werd ze lid van de Senaat van Arizona en ze werd in 2004 herkozen. In 2005 stapte ze uit de Senaat van Arizona om campagne te voeren om in het Congres te komen.
In november 2006 werd Giffords gekozen tot lid van het Huis van Afgevaardigden.
Op 22 januari 2012 maakte ze bekend terug te treden om beter te kunnen werken aan haar herstel, maar met de belofte in de toekomst terug te keren in de politiek.

## Schietpartij
Op 8 januari 2011 is Giffords tijdens een politieke bijeenkomst in Tucson van zeer nabij in het hoofd (de linkerhelft van de hersenen) geschoten. Ook andere personen zijn beschoten, zes zijn om het leven gekomen en dertien gewond. Onder de doden bevond zich de rechter van de federale districtsrechtbank van Arizona, John Roll. De vermoedelijke dader, de 22-jarige Jared Lee Loughner, werd direct na de aanslag door omstanders overmeesterd en overgedragen aan de politie. Giffords werd in kritieke toestand in het ziekenhuis opgenomen maar overleefde het. Aan het door de schietpartij veroorzaakte hersenletsel hield ze onder meer afasie, verlammingen aan haar rechterzijde en verlies van de rechterhelft van haar gezichtsveld over. De zorg voor zijn vrouw deed astronaut Mark Kelly ertoe besluiten in oktober 2011 zijn ontslag in te dienen bij de Amerikaanse marine en NASA.

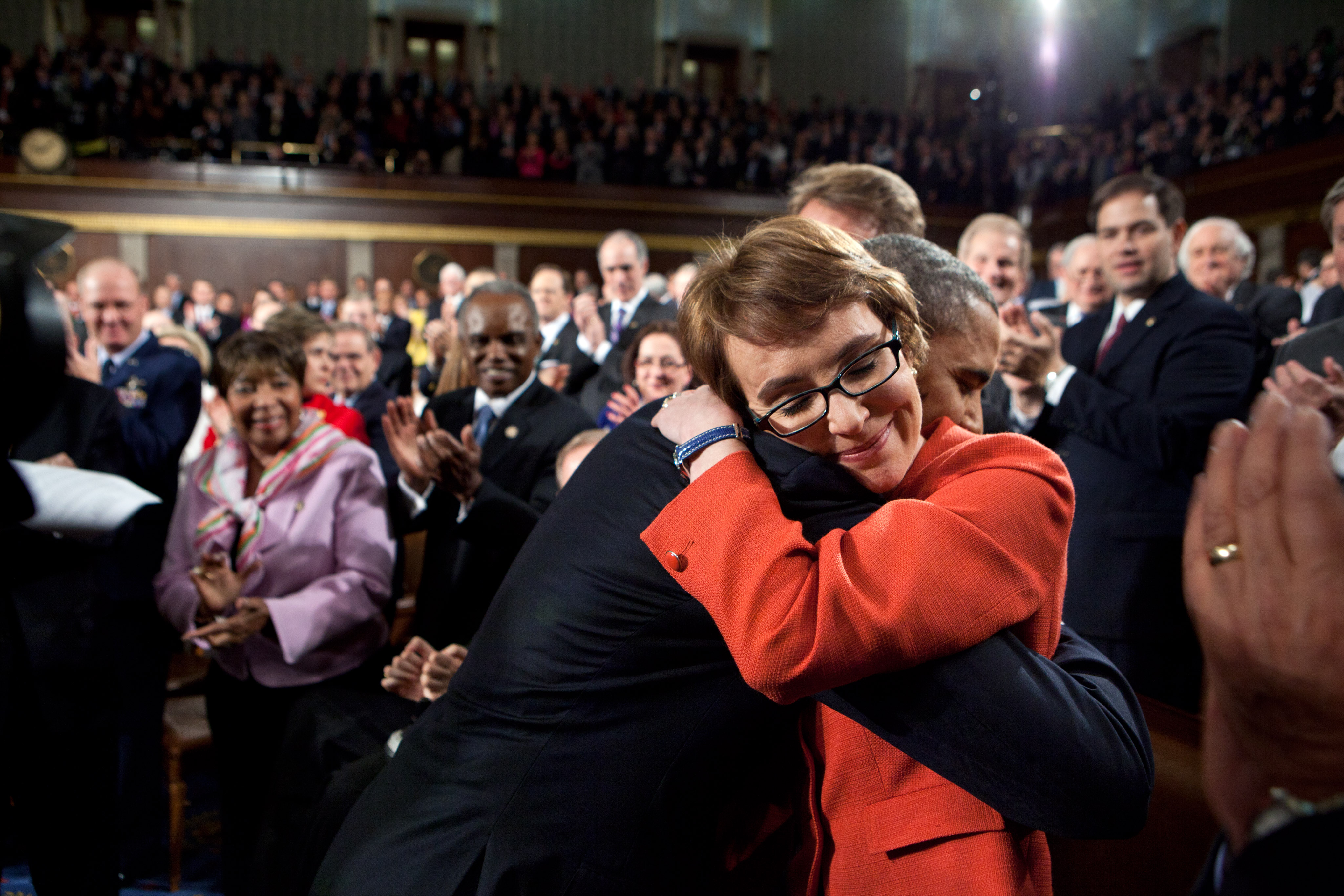
Giffords omhelst Obama na zijn State of the Union (2012)

- Gemeinsame Normdatei: 1028894384
- International Standard Name Identifier: 0000 0000 4984 6550
- Library of Congress Control Number: nr97035829
- Nationale Bibliotheek van Tsjechië: mzk2013794091
- SNAC: w68m81ng
- Biographical Directory of the United States Congress: G000554
- Virtual International Authority File: 66376601
- WorldCat: E39PBJcWqdqx7tXhkhWcCPr8YP